# (15026) Davidscott
(15026) Davidscott (1998 TR34) – planetoida z grupy pasa głównego asteroid okrążająca Słońce w ciągu 4,19 lat w średniej odległości 2,6 j.a. Odkryta 14 października 1998 roku.